# 严元相
严元相（1999年1月6日—），韩国男子足球运动员，司職翼鋒。現效力於K聯賽1球隊蔚山HD。韓國國家男子足球隊成員。2019年國際足協U-20世界盃银牌得主、2022年東亞足球錦標賽银牌得主、2022年亚洲运动会男子足球金牌得主。

## 榮譽`

### 球會
蔚山现代
- K聯賽1：2022、2023、2024

個人
- K聯賽1最佳十一人：2023

### 國家隊
韓國 U19
- 亞足聯U-19錦標賽亞軍：2018

韓國 U20
- 國際足協U-20世界盃亞軍：2019[2]

韓國 U23
- 亞足聯U-23錦標賽冠軍：2020[3]
- 亞運：2022